# Annem
Annem è un film drammatico turco del 2019 diretto da Mustafa Kotan.

## Trama
Ayse è una madre altruista che vuole il meglio per sua figlia Nazlı, che si allontana dal villaggio in cui è cresciuta per intraprendere gli studi universitari.

## Personaggi e interpreti
- Nazlı, interpretata da Özge Gürel.
- Ayse, interpretata da Sumru Yavrucuk.
- Mert, interpretato da Sercan Badur.
- Osman, interpretato da Tuna Orhan.
- Nihal, interpretata da Itır Esen.
- Nesrin, interpretata da Fatma Toptaş.
- Hacer, interpretata da Fülya Özcan.
- Tuğçe, interpretata da Tuğçe Karabayır.
- Meryem, interpretata da Zuhal Acar.
- Cavit, interpretato da Türker Yilmaz.
- Berk, interpretato da Atmaca Yusuf.
- Vale, interpretato da Rasim Yetiskin.
- Nazlı da piccola, interpretata da Pera Semiz.

## Distribuzione
In Turchia il film è stato presentato in anteprima nelle sale il 20 settembre 2019. In Italia il film è andato in onda in prima visione e in prima serata su Canale 5 il 26 luglio 2024.